# Monumento ai caduti (Treviso)
Il Monumento ai caduti della prima guerra mondiale, denominato "Gloria", costituisce un simbolo importante della città di Treviso. Esso sorge all'angolo nord-est di Piazza della Vittoria, nel centro storico di Treviso; fu inaugurato nel 1931 alla presenza del re Vittorio Emanuele III ed era stato voluto dall'amministrazione comunale anche per rendere onore al sacrificio della città e dell'intera provincia nell'ultima fase della Grande Guerra. 
L'opera è il risultato di un concorso nazionale bandito nel 1926 e vinto dallo scultore Arturo Stagliano, originario del Molise. La creazione dell'opera fu anche l'occasione per dare vita ad una nuova piazza (piazza della Vittoria), che ora comprende in sé le due prima esistenti (piazza Bressa e piazza della Cavallerizza) e rappresenta uno dei punti principali in cui si snoda la vita cittadina.
La storia del monumento è molto articolata: la sua documentazione si può ritrovare presso il museo, la biblioteca e l'archivio comunale di Treviso. La realizzazione del monumento costituisce l'esito di un lungo dibattito, che coinvolse la città di Treviso, circa il luogo più idoneo a ospitare un monumento di questo tipo.  Esso riveste una grande importanza a livello non solo regionale ma anche nazionale, per la notorietà dell'autore e per il valore storico della stessa. La scultura, infatti, si connota per un grande pregio artistico nella storia della scultura italiana del Novecento.

## Storia
Dopo la vittoria del 4 novembre 1918 i cittadini trevigiani si organizzarono per onorare i propri cari caduti in guerra. Molte furono le manifestazioni organizzate dai comandi militari e dalle associazioni dei reduci di guerra, al fine di celebrare la memoria di coloro che avevano combattuto sacrificando la loro vita per la patria. Grazie ai contributi dei cittadini, dal 1920 al 1922, anche nelle frazioni di Treviso si costituirono molti comitati, che si assunsero il compito di erigere monumenti e lapidi commemorative. L'amministrazione comunale di Treviso, per rendere omaggio all'Esercito nazionale e per onorare la memoria di coloro che avevano combattuto in guerra, stabilì che era importante commissionare al più presto una lapide, con i nomi dei trevigiani caduti in guerra e dei militari che erano stati decorati al valore, accanto alle parole del "Bollettino della vittoria" del generale Armando Diaz.

### Omaggio ai caduti della Grande Guerra: prime riflessioni
Già nel 1919 era iniziato il lungo processo per dare alla città di un monumento ai caduti. La prima fase di questo processo terminò nel 1926, con la proclamazione del bando di concorso sul tutto il territorio italiano. Durante questo periodo si svilupparono nuove idee sulla forma e i criteri: si passò, infatti, dall'idea di realizzare delle lapidi alla costruzione di un monumento; ne conseguì, però, la difficoltà di trovare un posto adatto ed i fondi per la sua realizzazione. Passati due anni dalla delibera, l'opera non era ancora stata progettata; inoltre, c'era grande incertezza sul numero ufficiale dei caduti e dei dispersi in guerra e ciò portò, quindi, ad avviare una ricerca approfondita per non cadere in errori. Ecco, quindi, che con l'aiuto della cittadinanza e dell'archivista Righetti si arrivò ad individuare 1400 nominativi. La grandezza della cifra, richiedeva un numero consistente di marmi ed un luogo di una certa ampiezza, che potesse ospitare l'opera. Gli spazi che, inizialmente, erano stati previsti (quelli della loggia del Palazzo dei Trecento) dedicati ai martiri della guerra di indipendenza e ad altre iscrizioni importanti a livello storico, non bastavano. Venne proposta, allora, la parete fra i quattro pilastri che sostengono il pianerottolo dello scalone dei Trecento. In una prima fase si cercò di pensare ad un'opera che potesse rendere omaggio ai soldati caduti in guerra sacrificando la loro vita; più tardi emerse la volontà di omaggiare anche la vittoria. Ecco, quindi, che dall'idea iniziale delle lapidi si arrivò a pensare di costruire un vero e proprio monumento. Nell'estate del 1922, su proposta delle associazioni degli ex combattenti, invalidi, reduci, vedove e orfani, si istituì il Comitato per l'erezione di un monumento a Treviso a commemorazione della vittoria. A Treviso si sentiva la necessità di un monumento a ricordo dei morti in nome della patria che fosse veramente degno del sacrificio fatto da questi eroi. L'opera doveva essere espressione di un'arte propria della città, doveva rappresentare qualcosa di esclusivo, unico; perché a Treviso si erano svolte alcune delle fasi più importanti della Grande Guerra. Luigi Coletti, un attivo componente del comitato, affermò che l'opera doveva essere frutto di un "artista di grido"  e non un monumento comune. Coletti fece tre proposte: la prima consisteva nella costruzione di un piccolo tempio greco con colonnato, per conservare al suo interno i ricordi della battaglia del Piave e all'esterno le lapidi con incisi i nomi dei combattenti caduti. La seconda proposta prevedeva che le lapidi dovessero essere collocate nella Loggia dei Cavalieri restaurata. La terza proposta consisteva nella costruzione di un arco di trionfo su Viale Vittorio Veneto e prevedeva il coinvolgimento della nazione, perché in quel viale passarono le truppe che difesero il Piave. Per Coletti, il monumento non doveva essere dedicato alla città ma all'Italia: era necessario, quindi, dar avvio alle pratiche con il governo per bandire un concorso, dato che il monumento avrebbe dovuto rappresentare l'intera nazione. L'idea di dar vita ad un concorso venne ritenuta, in un primo momento, dispendiosa e forse non sufficiente a soddisfare ciò che ci si aspettava. Venne chiamato, quindi, l'architetto Armando Brasini, romano, sia per la provenienza, sia per il suo spirito, perché ritenuto competente ad ideare per la città di Treviso l'opera di cui aveva bisogno, diversa da quelle dello stesso tipo presenti nel territorio Veneto (quasi sempre delle statue antiestetiche). Il monumento doveva essere dedicato non solo a chi aveva combattuto ma anche ai civili uccisi durante i bombardamenti aerei che colpirono Treviso. Emergeva questa volontà di "nazionalizzarsi", realizzare un monumento di architettura più che una scultura, perché l'architettura è un'arte romana, capace di esprimere al meglio le grandi gesta. Brasini appoggiò la terza proposta di Coletti in riferimento a Viale Vittorio Veneto per trasformarlo in una Via della Vittoria. L'opera, però, era difficile da realizzare, ciò causò una battuta d'arresto nel percorso che doveva portare alla realizzazione di questo monumento dedicato ai caduti; i principi che ispirarono l'idea, però, erano ancora ritenuti validi.

### Verso il bando di concorso
Gli stessi principi che avevano condotto alle proposte di monumento sopra dette, vennero inseriti nella relazione concorsuale del 1926. Il concorso veniva indetto per la realizzazione di un monumento che potesse diventare simbolo della glorificazione dei caduti trevigiani che combatterono per l'indipendenza della nazione; per la creazione di un'opera architettonica piuttosto che di una statua. Il concorso era rivolto a tutti gli artisti italiani perché l'opera avrebbe dovuto rappresentare la vittoria dell'Italia intera. La scelta del luogo non fu accolta con molto entusiasmo; una commissione selezionata appositamente, dopo aver analizzato 23 luoghi diversi della città, individuò come luogo ideale una zona a sud-ovest del centro della città, cioè piazza Bressa; si decise, però, che essa dovesse assumere una forma più ampia (con un'opera di sgombero dalle piccole case) e prendere il nuovo nome di "piazza della Vittoria". La nuova collocazione scelta per il monumento non trovava il consenso di alcuni intellettuali che, invece, ritenevano più adeguato il luogo precedentemente scelto per l'opera di Brasini, ricco di significato spirituale.

### Il concorso del 1926
Il bando di concorso fu pubblicato il 1º giugno 1926; nel febbraio del 1927 si tenne la seduta conclusiva della giuria per la scelta del vincitore. Nel bando di concorso veniva esplicitato che il monumento doveva essere simbolo della glorificazione dei trevigiani caduti in guerra. L'opera, inoltre, a seguito di una trasformazione urbanistica dell'allora piazza Bressa, avrebbe dovuto avere riguardo della sistemazione edilizia della piazza, aumentandone il decoro estetico. Veniva, poi, data un'indicazione relativa al contenuto dell'opera esplicitando che il monumento doveva comprendere in sé un significato civile, morale e religioso, ed essere espressione del coraggio degli eroi del popolo. Ogni progetto doveva essere contraddistinto da un motto o uno pseudonimo, garantendo la segretezza sull'autore dell'opera nelle fasi di selezione. Era stabilito che il verdetto sarebbe stato deciso da una giuria nominata dal Comitato per il monumento ai trevigiani caduti in guerra; a maggioranza avrebbe dovuto decidere tra i quattro progetti ritenuti i migliori.
La giuria era composta dal presidente del Comitato per il monumento ai trevigiani caduti in guerra (Gen. Augusto Vanzo), da tre artisti (lo scultore Leonardo Bistolfi, l'architetto Gaetano Moretti, lo scultore Arrigo Minerbi) e tre cittadini (il sindaco Luigi Faraone, l'ingegner Guido Atonutti, il professore e poeta Augusto Serena). Il 27 febbraio 1927 venne scelto il vincitore. I progetti che pervennero entro il 31 ottobre 1926 furono 38; ma solo 14 sono i progetti partecipanti al concorso ancora conservati al museo civico nella forma di disegni, tavole prospettiche e planimetrie. Alla fine del concorso, vennero pubblicati solo i nomi dei finalisti, l'identità degli altri partecipanti rimase nascosta.
I progetti vennero, poi, esposti in una mostra dei bozzetti aperta alla cittadinanza tenutasi nel gennaio 1927 presso il Palazzo dei Trecento. La recensione del giornalista Frank Zasso riguardo all'evento e ai relativi lavori esposti, costituisce un grande apporto alla conoscenza dei progetti presentati, soprattutto, per quanto riguarda quelli di cui non si ha alcuna testimonianza. I progetti, di cui è rimasta traccia, sono di varie tipologie, nelle quali prevale l'approccio architettonico e anche la componente scultorea non utilizzata come accessorio ma come principale espressione di contenuti precisi. I progetti sono diversificati tra loro; alcuni concepiscono l'opera in modo più modesto di altri che invece esprimono maestosità; alcuni seguono uno stile più classico e tradizionale, quasi a riprodurre dei modelli monumentali già proposti; altri sono proposte più originali, e moderne.
La selezione dei progetti vincenti da parte della giuria non incontrò intralci: c'era intesa di idee tra i membri e fu trasparente. Inizialmente la giuria eliminò trenta progetti, sulla base di mancanze dal punto di vista del concetto e nell'esecuzione: li giudicò infatti incompatibili con il luogo di esecuzione dell'opera. Gli otto progetti rimanenti (Pro; Eis; Sile; Tarvisium; Gloria; Memoria Eorum excelsior; l'Eroe; Elio; Honos alit Artes) vennero esaminati ulteriormente, per arrivare ad una finale scrematura. Tra i quattro progetti finalisti venne poi designato il vincitore. La giuria individuò nel progetto di Stagliano un'idea originale, grandiosa; la scelta fu quindi coraggiosa, ma comunque ponderata. La composizione generale dell'opera era buona; esprimeva un significato convincente, capace di emozionare. L'opera di Arturo Stagliano, denominata “Gloria”, vinse grazie anche all'autorevole voce dei giurati Bistolfi e Minerbi, che orientarono i colleghi verso la scelta di un'opera ove si privilegiasse la componente scultorea rispetto a quella architettonica.

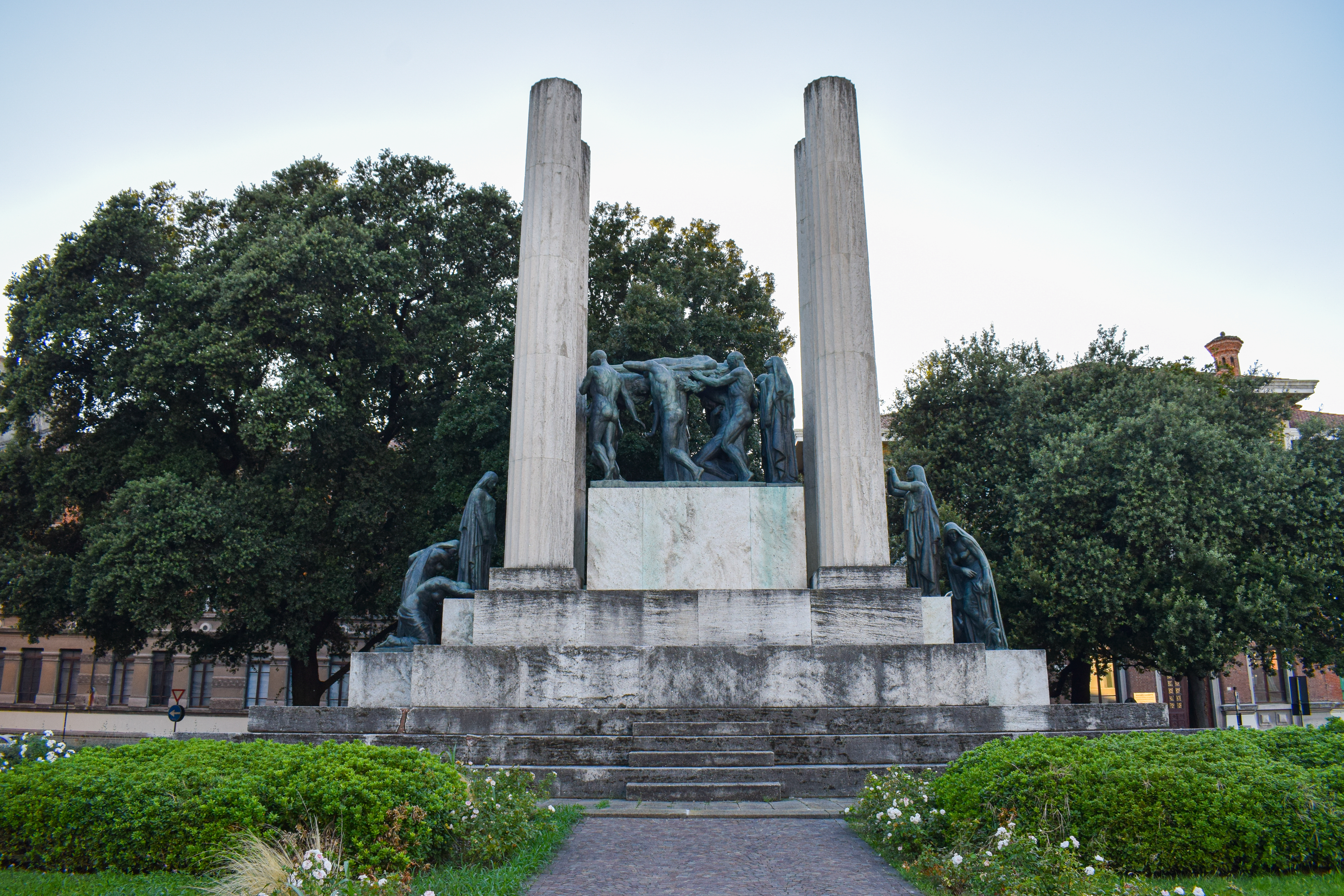
Veduta panoramica del monumento

### Realizzazione
Il contratto con Arturo Stagliano venne stipulato l'11 agosto 1927 e avrebbe visto la sua realizzazione verso la fine del 1931 attraverso un percorso travagliato, tra le numerose insistenze da parte della committenza sul rispetto dei tempi contrattuali e la mole di lavoro per la realizzazione dell'opera, che sarebbe durata ben cinque anni. Dai verbali dei numerosi sopralluoghi a Torino, presso lo studio dell'autore, da parte della commissione trevigiana (organo tecnico), si evince la genesi dell'opera dalla sua origine fino alla realizzazione in fonderia, dalla stesura dei disegni alla produzione dei modelli in scala ridotta e al vero, fino alla produzione in cera, alla fusione, all'assemblaggio, alla finitura. Il progetto subì varie trasformazioni: Stagliano puntava alla perfezione seguendo i moti del suo animo. Fino all'ultimo l'opera fu ridefinita; l'artista era forte della sua idea e mai cedette alla volontà dei committenti che avevano stabilito precise tempistiche di progettazione e realizzazione. In principio le figure scultoree dovevano essere diciotto e non sedici; anche il nucleo centrale dell'opera cambiò nel tempo: dalla concezione di una massa compatta di figure si passò alla liberazione delle stesse nello spazio. Inoltre, nella prima stesura progettuale, che appare in uno dei bozzetti, era prevista un'iscrizione su uno dei basamenti dei lati maggiori, iscrizione che però non fu mai realizzata.

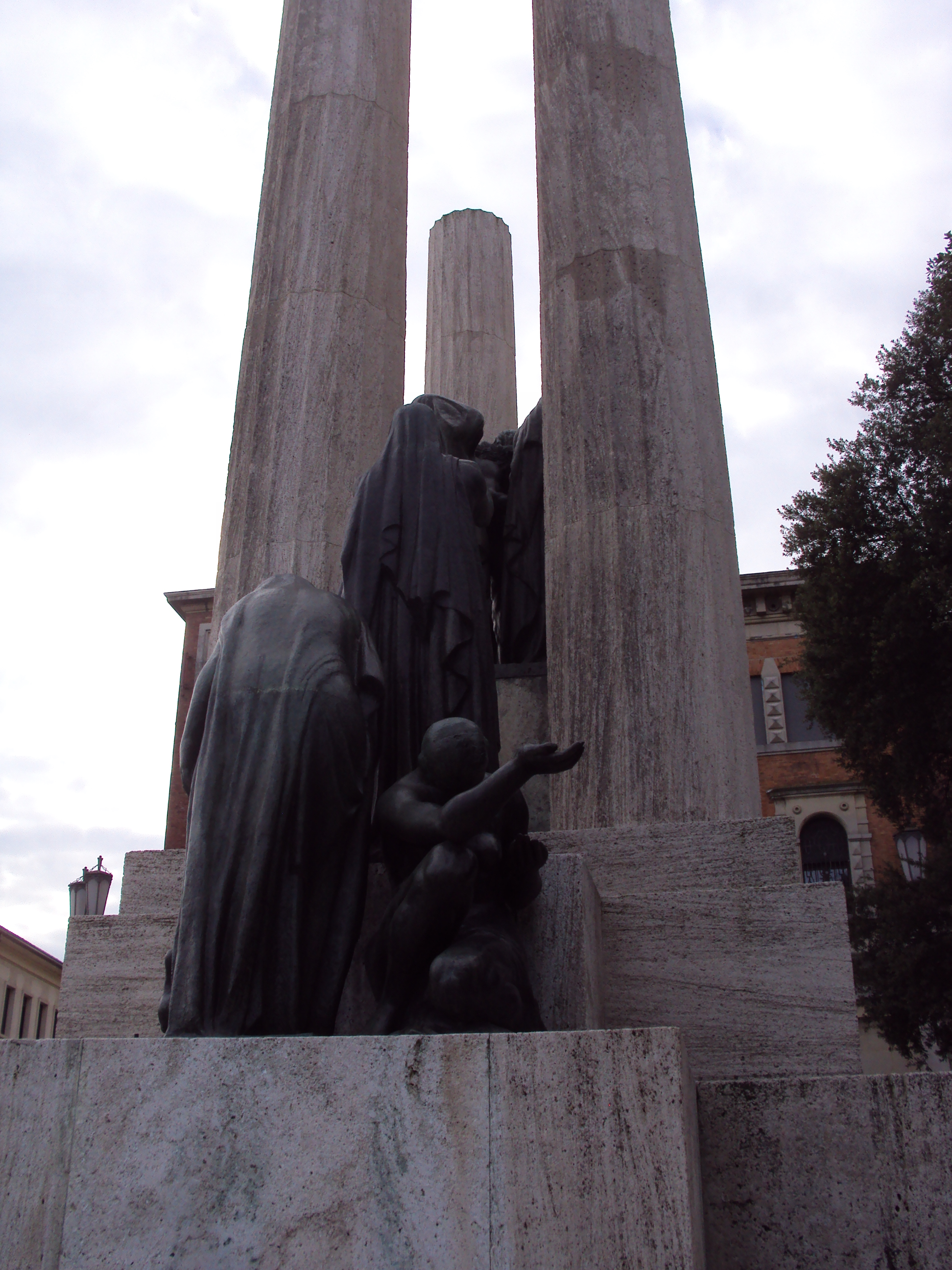
Veduta laterale del monumento - Donne addolorate

Nel gennaio 1931 L. Bistolfi in sostegno all'autore visitò il suo studio: "Come impressione generale dirò (...) che io ho avuto conferma ancora del concetto che da anni io ho di questo collega che molto lavorò, a me vicino, e cioè che la sua opera è modellata con passione che è solo nel cuore dei veri artisti ed eseguita con quella onesta serietà di lavoro che, scevra da novità di forme di modernissime mode, che non sempre io giudico sane, può dare la certezza che ne risulterà monumento seriamente degno del nobilissimo scopo di glorificazione e ricordo a cui dedicato”.
Dopo cinque anni, le sculture giunsero da Torino a Treviso il 16 ottobre 1931 e furono collocate sul basamento.

### Inaugurazione del monumento
L'inaugurazione avvenne il 4 novembre 1931 e fu documentata dall'Istituto Luce, che realizzò un breve filmato, da un comunicato radio dell'EIAR, da fotografie e molti documenti che testimoniano il grande impegno profuso da parte del Comitato per l'erezione del Monumento ai Caduti per lo svolgimento dell'evento. Per quel giorno era stato definito un programma dettagliato, considerando la presenza del re Vittorio Emanuele III, delle personalità invitate e del pubblico che sarebbe stato numeroso; nella stessa occasione veniva inaugurato anche il vicino palazzo delle Poste e Telegrafi. La pubblicità dell'evento fu molto ampia e utilizzò diversi canali quali giornali locali e nazionali, addirittura qualche testata internazionale e il cinegiornale. 
Durante l'evento vennero dapprima scoperti i gruppi scultorei; seguirono i discorsi delle autorità (tra i quali il podestà di Treviso Ignazio Chiarelli) e del vescovo Giacinto Longhin; infine, il re collocò ai piedi del monumento la corona di alloro.

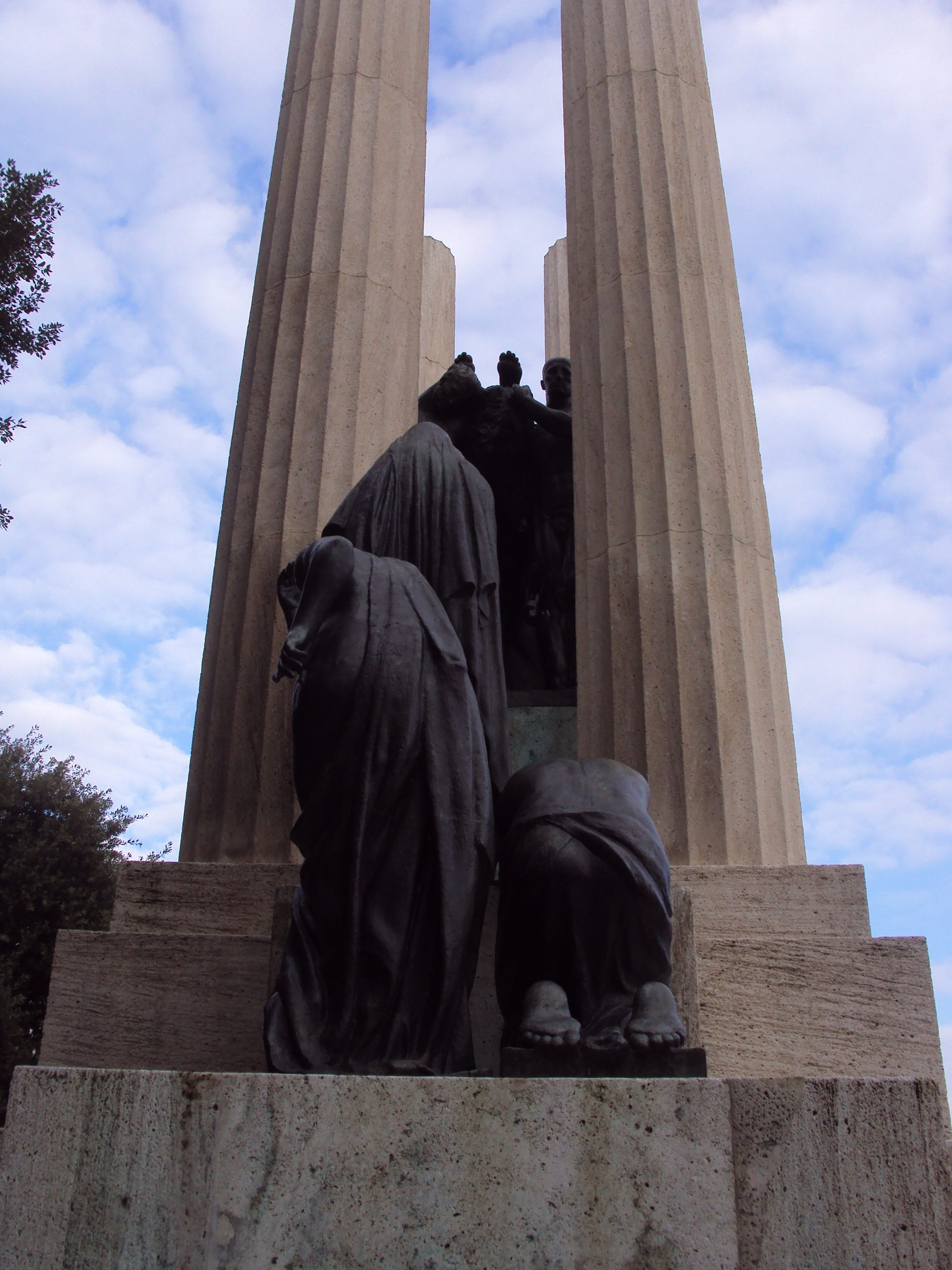
Veduta altro lato del monumento - Donne addolorate

### Restauro
L'opera subì gravi danneggiamenti a causa del bombardamento che colpì Treviso il 7 aprile 1944. Il bombardamento danneggiò in parte l'opera, provocando il ribaltamento delle statue bronzee ai lati e il dissesto delle fondamenta. L'intervento di restauro iniziò nella primavera del 1946 ed ebbe come obiettivo quello di rinforzare il basamento della struttura architettonica e ricollocare le statue alla sede originaria.
Successivamente il monumento ha subito, nel tempo, un ulteriore deterioramento dovuto al cambiamento della situazione urbana, all'esposizione dell'opera agli agenti atmosferici, ai danni causati dai colombi e agli atti di vandalismo. Ecco, quindi che è stato oggetto di un ulteriore restauro, il cui lavoro è stato presentato al pubblico il 20 settembre 2016. A cui è seguita una seconda inaugurazione del monumento il 24 settembre 2016: un evento che si inserisce nelle iniziative organizzate dall'assessorato ai beni culturali in occasione del 150º anniversario dell'unione del Veneto all'Italia dopo il lungo periodo delle guerre risorgimentali.

## Descrizione
La struttura non possiede un punto di vista che prevalga sugli altri in forma privilegiata. Infatti, nel descrivere la sua opera, l'autore disse: «L'opera scultorea non ha né una faccia definita né iscrizione perché, quale simbolo, votivo deve parlare un linguaggio accessibile a tutti i cuori” .

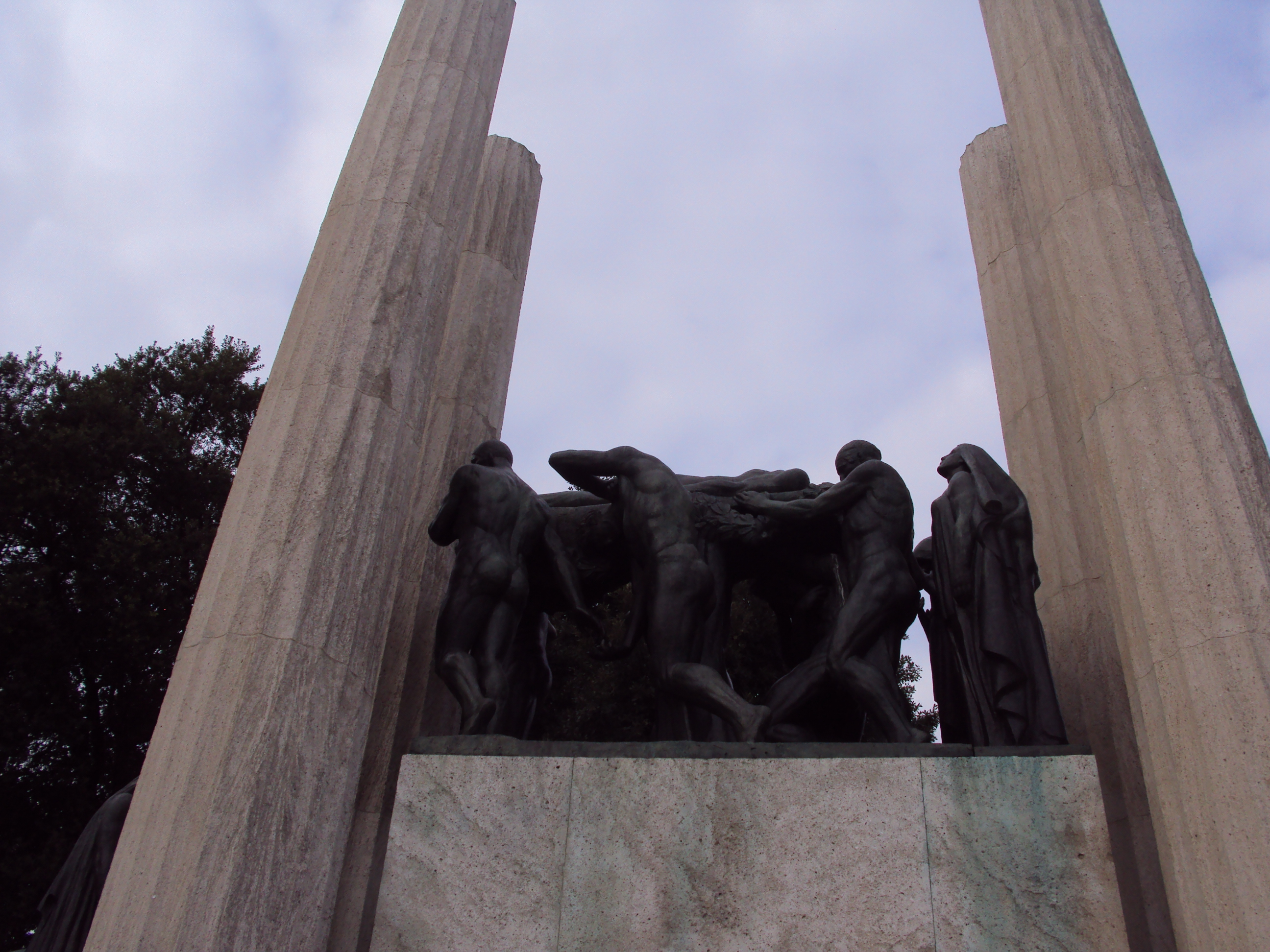
Corpo centrale del monumento - Trasporto del Caduto in guerra

L'opera era espressione della meditazione dell'autore sul dolore della condizione umana. La sua intenzione non era quella di descrivere dei fatti storici: il messaggio espresso voleva essere universale. Nell'opera, le figure sembrano inserite in un quadro scenico ove si descrive il lento procedere di un corteo funebre che accompagna il corpo di un caduto, considerato eroe. Sul petto di quest'ultimo sono presenti una spada e lo scudo, con il simbolo della croce cristiana (gloria e martirio); inoltre, è presente l'alloro, che orna il feretro. Nessun segno celebrativo del potere, quindi, come invece era imposto dell'ideologia del regime fascista. Il monumento si snoda in due gruppi laterali in funzione del complesso centrale: vi sono sedici statue in bronzo che rappresentano i giovani compagni e le donne addolorate che restano sui gradoni e volgono la fronte al gruppo centrale con movenze quasi di danza. L'opera si articola sui gradoni seguendo uno schema tripartito. Le figure scultoree sembrano isolate ognuna nel proprio dolore, ma insieme danno vita ad un'unità che trasmette grande pathos. Il monumento esprime l'idea che Arturo Stagliano aveva rispetto al tema del trasporto del caduto, e fa emergere un sentimento profondo, comune denominatore di un intero popolo. Viene rappresentato il dolore come condizione universale e individuale allo stesso tempo, con l'intento di trasmettere un messaggio che possa raggiungere ogni coscienza.

## Fonti storiografiche
Le fonti per la ricostruzione storiografica dell'iter creativo del monumento sono costituite dal materiale documentale custodito presso l'archivio comunale di Treviso e presso l'archivio de "Il Cassero per la scultura italiana dell'Ottocento e del Novecento" di Montevarchi, dove si può consultare il materiale iconografico che descrive le varie fasi che portarono alla realizzazione del monumento stesso: dallo studio al lavoro in fonderia, fino alla posa in opera a Treviso. Materiali bibliografici si possono trovare presso la biblioteca civica di Treviso. Il materiale cinematografico che celebra il giorno dell'inaugurazione del monumento (4 novembre 1931) e illustra i danni subiti dal bombardamento del 1944 si trova presso l'Archivio Storico dell'Istituto Luce Cinecittà a Roma.
È stato realizzato, inoltre, un documentario sulla storia di questa importante opera, grazie alla collaborazione tra le Soprintendenze per i beni storici artistici ed etno-antropologici per le province di Venezia, Belluno, Padova e Treviso, e l'Università degli studi di Udine, con la sceneggiatura di Monica Pregnolato: Il monumento ai caduti della grande guerra a Treviso. "Gloria" di Arturo Stagliano 1926- 1931.